# Palaeorhiza tetraxantha
Palaeorhiza tetraxantha là một loài Hymenoptera trong họ Colletidae. Loài này được Cockerell mô tả khoa học năm 1911.